# Olav Grondelaers
Olav Grondelaers (10 december 1970) is een radioprogrammamaker en presentator uit België.

## Levensloop
In 1999 werd Olav Grondelaers muzieksamensteller bij Radio 3 en vanaf 2000 begon hij reportages te maken voor Klara en deed hij culturele bijdragen op Radio 1. Hij presenteerde 2 seizoenen een rubriek over kunst en architectuur in het Eén-programma 1000 Zonnen. Nadien was hij een tijdlang co-presentator en eindredacteur van het ochtendprogramma Espresso op Klara. Op dit moment presenteert hij bij Klara het muziekactualiteitsprogramma Music Matters van maandag tot donderdag van 12u tot 14u.
Olav Grondelaers kreeg af te rekenen met lymfeklierkanker in 2014 en 2016. Op 24 april 2015 presenteerde hij samen met Sylvia Broeckaert de gelegenheidsuitzending ‘Klara tegen Kanker’.

## Studies
- Germaanse filologie aan de Katholieke Universiteit Brussel en de Katholieke Universiteit Leuven (1993)
- Gitaar aan het Koninklijk Conservatorium Brussel (1998)

## Programma's
- Espresso, een ochtendprogramma (tot 2013)
- Happy Hour, op vrijdag van 17h tot 19h (tot juni 2018)
- Iedereen klassiek, op zondagmorgen van 11h tot 13h (tot juni 2016)
- vanaf najaar 2018: Music Matters, zaterdagnamiddag van 14u tot 18u
- vanaf najaar 2019: Music Matters, van maandag tot donderdag van 12u tot 14u